# Lijst van voetbalinterlands China - Sovjet-Unie (vrouwen)
Deze lijst van voetbalinterlands is een overzicht van alle officiële voetbalinterlands tussen de nationale vrouwenteams van China en de Sovjet-Unie. De landen hebben drie keer tegen elkaar gespeeld.

## Wedstrijden
| № | Plaats | Datum            | Competitie                        | Wedstrijd           | Uitslag |
| - | ------ | ---------------- | --------------------------------- | ------------------- | ------- |
| 1 | Hohhot | 22 augustus 1990 | Vriendschappelijk                 | China − Sovjet-Unie | 6 − 0   |
| 2 | Hohhot | 26 augustus 1990 | Vriendschappelijk                 | China − Sovjet-Unie | 3 − 0   |
| 3 | Varna  | 2 april 1991     | Grand Hotel Varna Tournament 1991 | Sovjet-Unie − China | 1 − 0   |

## Samenvatting
| Competitie                   | Totaal gespeeld | Winst China | Gelijk | Winst Sovjet-Unie | Doelsaldo China – Sovjet-Unie |
| ---------------------------- | --------------- | ----------- | ------ | ----------------- | ----------------------------- |
| Grand Hotel Varna Tournament | 1               | 0           | 0      | 1                 | 0 − 1                         |
| Vriendschappelijk            | 2               | 2           | 0      | 0                 | 9 − 0                         |
| Totaal                       | 3               | 2           | 0      | 1                 | 9 − 1                         |